# Štěpán Zálešák (režisér)
Štěpán Zálešák (* 21. února 1974, Praha) je český režisér. V letech 1992–1996 studoval scénografii na pražské SUPŠ. Ve studiu scénografie pokračoval na Divadelní akademii múzických umění, kterou však nedokončil, protože ho stále více přitahovala reklama.
V průběhu kariéry vystřídal několik agentur – působil jako Senior Art Director v DDB, později na pozici Senior copywriter v agenturách Euro Rscg a Young&Rubicam. Jeho poslední funkce byla Creative Director v agentuře PUBLICIS Prague, kterou opustil v roce 2013 a od té doby pracuje jako freelance idea maker a režisér.

## Ocenění
- 2007 CANNES FINALIST
- 2006 GOLDEN HAMMER GRAND PRIX
- 2006 EPICA SILVER AWARD
- 2005 Louskáček / Nutcracker SILVER
- 2004 Louskáček / Nutcracker Award SILVER
- 2004 GOLDEN STONE/Zlata pecka GOLD
- 2004 Louskáček / Nutcracker Award SILVER
- 2004 Louskáček / Nutcracker Award SILVER
- 2004 GOLDEN STONE/Zlata pecka GOLD
- 2003 Louskáček / Nutcracker Award BRONZE
- 2002 The Golden Award of Montreux GRAND PRIX
- 2002 EFFIE GOLD
- 2001 The Top 100 Commercial Worldwide
- 2001 Young Creatives for Cannes GOLD
- 2001 Golden drum, Portorož Gold prize
- 2000 Young Creatives for Cannes BRONZE
- 2000 Louskáček / Nutcracker Award GOLD